# Jan Klimaszewski (architekt)

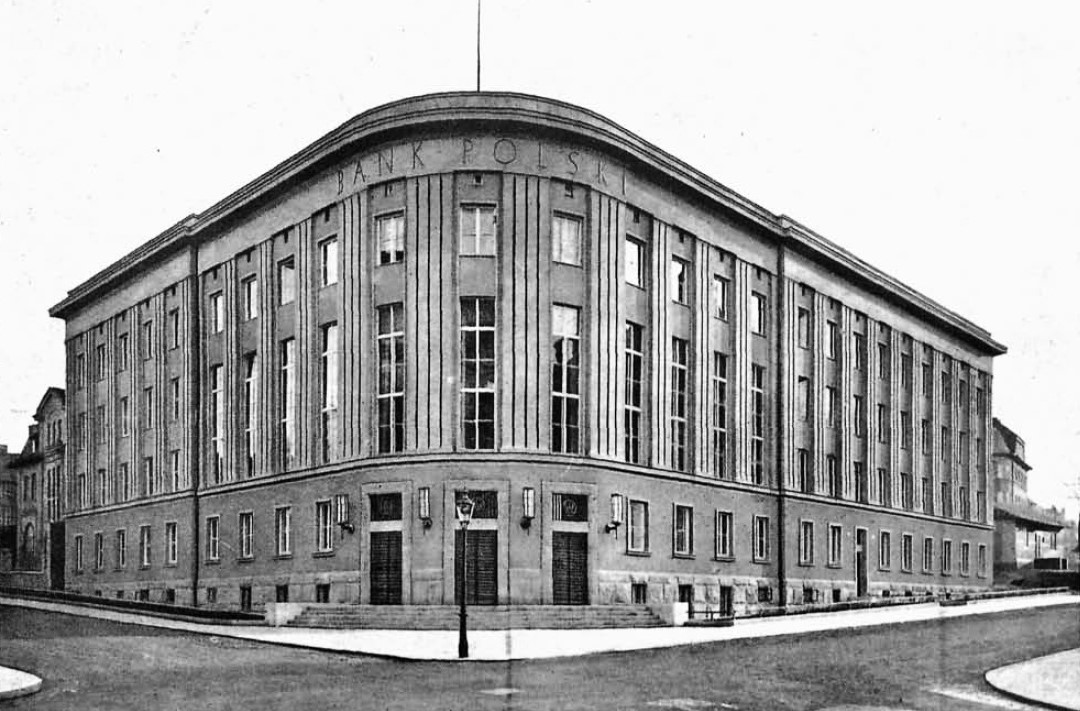
Gmach Banku Polskiego w Bielsku, 1930

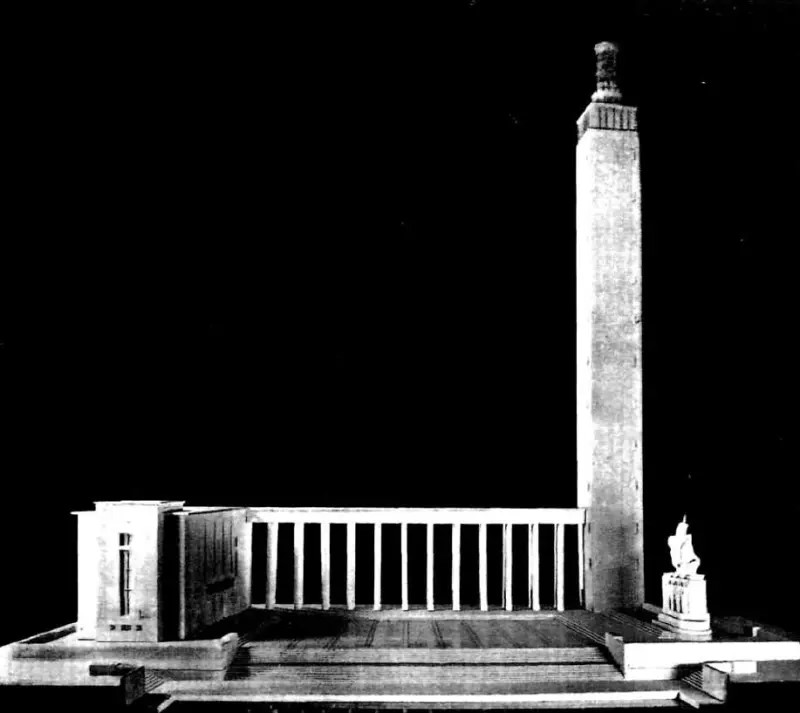
Model wyróżnionego III nagrodą Pomnika Zjednoczenia Ziem Polskich, 1931

Jan Klimaszewski (ur. 1897, zm. brak danych) – polski inżynier architekt.

## Życiorys
Ukończył studia na Wydziale Architektury Politechniki Warszawskiej. W 1929 uzyskał dyplom inżyniera architekta. Następnie rozpoczął pracę w wyuczonym zawodzie.
Po studiach szybko wstąpił do Stowarzyszenia Architektów Polskich (SAP). W latach 1931–1932 był członkiem zarządu organizacji. W 1924 po włączeniu SAP do nowo utworzonego Stowarzyszenia Architektów Rzeczypospolitej Polskiej (SARP) dołączył do grona jego członków. Po okupacja niemieckiej Polski w 1945 potwierdził swoje członkostwo w stowarzyszeniu, które w 1952 przybrało nazwę Stowarzyszenia Architektów Polskich, zachowując dotychczasowy skrót SARP. Należał do Oddziału Warszawskiego zrzeszenia.
Razem z Tadeuszem Rytarowskim i Leonem Suzinem wziął udział w konkursie na projekt Pomnika Zjednoczenia Ziem Polskich w Gdyni. Z pomysłem wzniesienia polskiego odpowiednika amerykańskiej Statuy Wolności wystąpił w 1928 minister Eugeniusz Kwiatkowski. Wyniki rozpisanego wcześniej konkursu na pomnik ogłoszono w lutym 1931. Wraz z kolegami otrzymał III nagrodę.
W 1949 został projektantem w Dziale Budownictwa P. P. „Film Polski” w Warszawie. Zajmował się m.in. planami i rozbudową Wytwórni Filmów Fabularnych w Łodzi. W okresie późniejszym podjął pracę w biurze architektonicznym Miastoprojekt Stolica-Wschód. Ponadto okazjonalnie publikował artykuły w czasopiśmie branżowym „Architektura”.

## Dokonania
- Gmach oddziału Banku Polskiego w Bielsku u zbiegu ulic Teodora Sixta i Zygmunta Krasińskiego (1930) – współautor: Stanisław Filasiewicz[4]
- Gmach Lotniczy Politechniki Warszawskiej w Warszawie w al. Niepodległości 222 (1951) – współautorzy: Czesław Duchnowski i Józef Korszyński[5]
- Gmach Nowy Lotniczy Politechniki Warszawskiej w Warszawie w al. Niepodległości 222 (1959) – współautorzy: Czesław Duchnowski i Józef Korszyński[6]
- Rozbudowa Wytwórni Filmów Fabularnych (stadium początkowe) w Łodzi przy ul. Łąkowej (1958–1964) – współautorzy: Mirosław Skrzypek, Bolesław Wala i Janusz Pajączkowski (stadium początkowe), współpraca: J. Stańczyk i Z. Miarczyńska
- Budynek mieszkalno-usługowy z kinem „Wilda” w Poznaniu przy ul. Wierzbięcice 36/38 – współautor: Władysław Mieszkowski

### Konkursy
- Projekt Pomnika Zjednoczenia Ziem Polskich w Gdyni (1931) – współautorzy: Tadeusz Rytarowski i Leon Suzin (III nagroda)[7]
- Projekt szkicowy rozbudowy gmachu centrali PKO w Warszawie (1936) (zakupiony)

### Publikacje
- Realizacja nowych kin w Warszawie, „Architektura”, nr 1, 1949[3]